# Raymond Péraud
Raymond Péraud (Saint-Germain-de-Marencennes, 28 de mayo de 1435 - Viterbo, 5 de septiembre de 1505) fue un eclesiástico francés, obispo de Gurk y de Saintes, cardenal, embajador en Italia, nuncio en Francia y legado en Alemania.

## Biografía
Raymond Péraud (mencionado también como Pérault, Pérauld o Pérrault) nació en Saint-Germain-de-Marencennes, cerca de Surgères, en el seno de una familia de condición modesta de la antigua provincia de Aunis.  Ordenado sacerdote cerca del año 1460, fue prior de la limosnería de Saint-Gilles de Surgères y canónigo y arcediano en la catedral de Saintes.
Entre 1465 y 1470 ofició como embajador del rey Luis XI de Francia ante la corte romana del papa Paulo II.
A su regreso a Francia entró como becario en el Colegio de Navarra de París, donde se doctoró en Teología en 1476.  Sixto IV le nombró nuncio ante la corte del rey de Francia.
En 1486 Inocencio VIII le envió como nuncio a Alemania, Dinamarca y Suecia, encargado de recolectar las limosnas para la cruzada contra los turcos.  El emperador Federico III le nombró obispo de Gurk en 1491.
Presentado por el rey Carlos VIII de Francia, Alejandro VI le creó cardenal en el consistorio de septiembre de 1493; recibió el título de Santa María en Cosmedin, que posteriormente cambió por los de San Vital y Santa Maria Nuova.
Fue legado en Perugia y Todi, formó parte del séquito del rey francés durante la primera guerra italiana y a su regreso a Francia ofició su funeral.  
Legado ad latere en Alemania en 1499 para la publicación del jubileo de 1500, participó en los dos cónclaves de septiembre y octubre de 1503 en los que fueron elegidos papas Pío III y Julio II,  fue abad de Saint-Mansuy de Toul y obispo de Saintes desde ese mismo año y legado de Patrimonio de San Pedro en 1505.
Muerto en Viterbo a los setenta años de edad, fue sepultado en la iglesia de la Santísima Trinidad de los padres agustinos de esta ciudad.

## Bibliografía

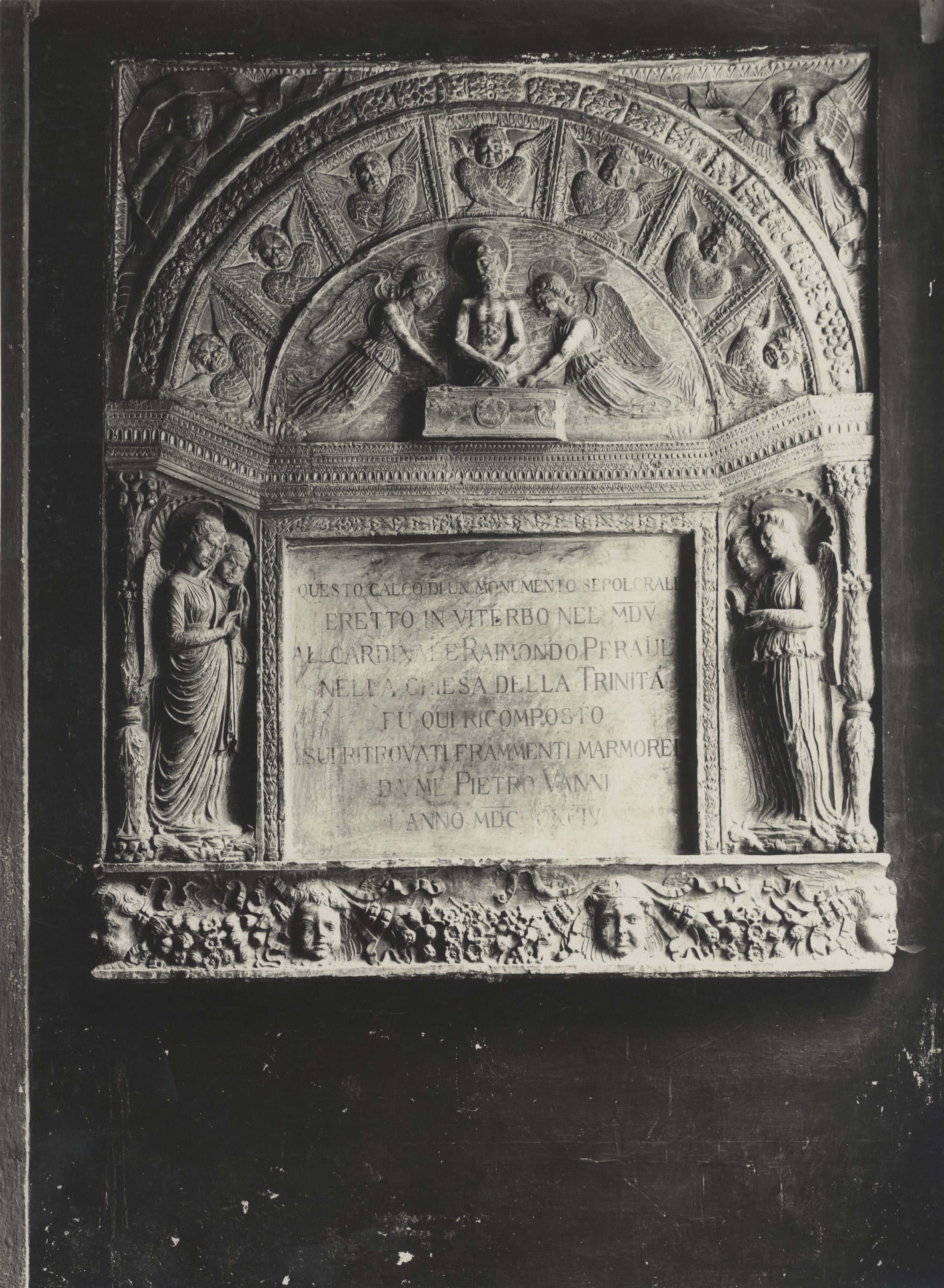
Reproducción del monumento fúnebre del cardenal Péraud.